# Enrico Forlanini

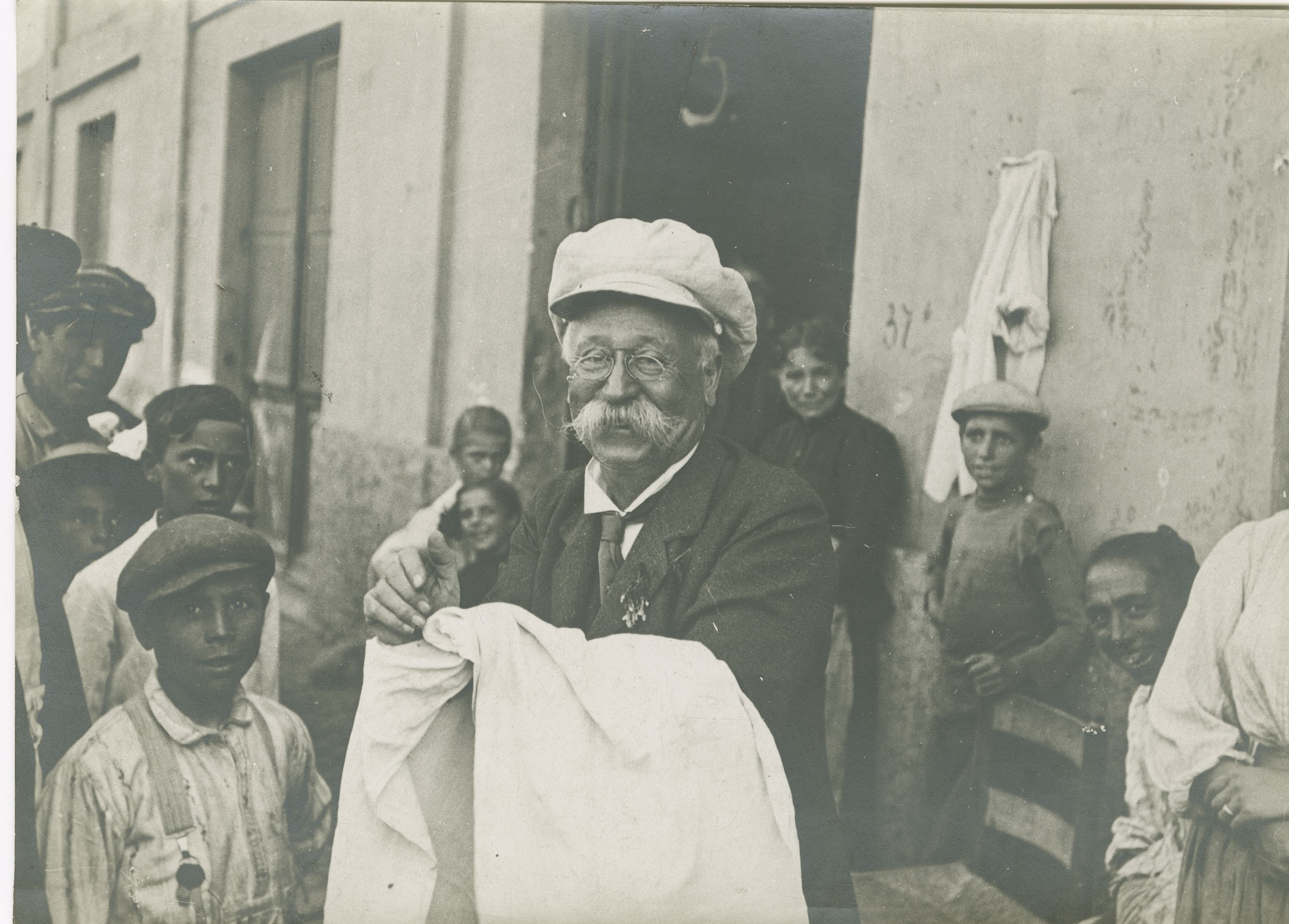
Enrico Forlanini im Jahr 1920

Enrico Forlanini (* 13. Dezember 1848 in Mailand; † 9. Oktober 1930 ebenda) war ein italienischer Ingenieur, Erfinder und Luftfahrtpionier.

## Leben

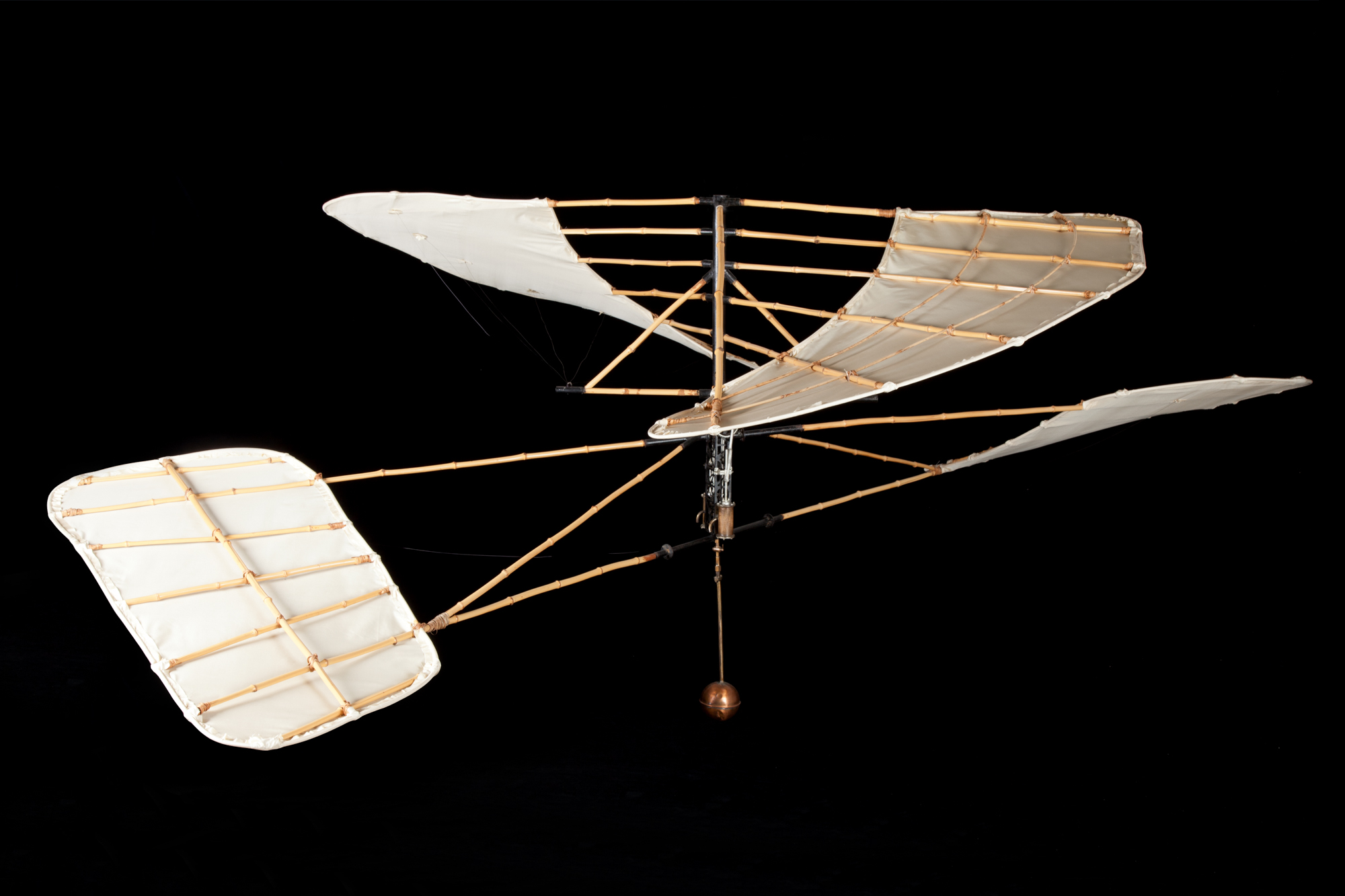
Experimental-Hubschrauber von Enrico Forlanini (1877)

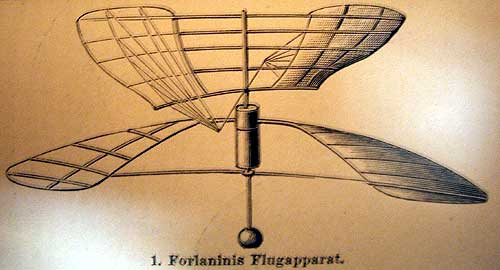
Enrico Forlaninis Hubschrauber

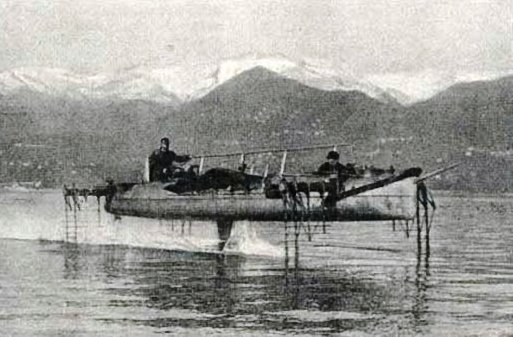
Forlaninis Tragflügelboot 1910 auf dem Lago Maggiore

Forlaninis Vater Federico war Chefarzt eines Mailänder Krankenhauses. Enricos älterer Bruder Carlo Forlanini (1847–1918) wurde ebenfalls Arzt und für seine Arbeiten im Bereich der Atemwegs- und Lungenkrankheiten zwei Mal für den Nobelpreis vorgeschlagen. Enrico Forlanini absolvierte die Militärakademie in Turin und wurde 1868 Pionieroffizier. 1870 begann er in einer Kaserne in Casale Monferrato mit Experimenten an Propellern. 1874 ließ er sich vom Heer beurlauben und schrieb sich im Polytechnikum Mailand ein, wo er ein Ingenieurstudium absolvierte. 1876 musste er zum Militär zurück, setzte jedoch seine Experimente fort.
1877 baute er einen unbemannten Hubschrauber mit Dampfantrieb. Im Sommer jenes Jahres führte er dieses Fluggerät in einem öffentlichen Park in Mailand vor. Der Modellhubschrauber mit seinen beiden koaxialen gegenläufigen Rotoren (vgl. Kamow) flog etwa 20 Sekunden lang und 13 Meter hoch. Die Maschine wog 3,5 kg. Noch um das Jahr 1910 wurde im deutschen Sprachraum beim Thema Flugtechnik zuerst Forlanini und das Jahr 1877 genannt.
Nachdem Forlanini seine Militärlaufbahn definitiv aufgegeben hatte, arbeitete er als Ingenieur bei einem Unternehmen in Forlì, dessen Eigentümer er 1895 wurde und dessen Sitz er nach Mailand verlegte. Hier baute er für seine Experimente mit Fluggeräten auch einen Windkanal.
Von 1901 bis 1909 baute Forlanini sein erstes Luftschiff (Erstflug 2. Juli 1909), das er nach Leonardo da Vinci benannte. Sein drittes Luftschiff baute Forlanini im Jahr 1915 für die britische Regierung, sein viertes für die italienische Marine, und die beiden folgenden setzte Italien im Ersten Weltkrieg ein.
Kurz nach der Jahrhundertwende beschäftigte sich Forlanini auch mit der Entwicklung von Flugbooten. Daraus entstand ein erstes Tragflügelboot, als dessen Erfinder er gilt.
Bis zu seinem Tod im Jahr 1930 blieb er als Forscher und Konstrukteur im Luftfahrtbereich und in der mechanischen Industrie tätig. 1937 wurde der Flughafen Mailand-Linate nach Enrico Forlanini benannt.